# Odostomia kromi
Odostomia kromi é uma espécie de molusco pertencente à família Pyramidellidae.
A autoridade científica da espécie é van Aartsen, Menkhorst & Gittenberger, tendo sido descrita no ano de 1984.
Trata-se de uma espécie presente no território português, incluindo a zona económica exclusiva.